# Dopisová bomba

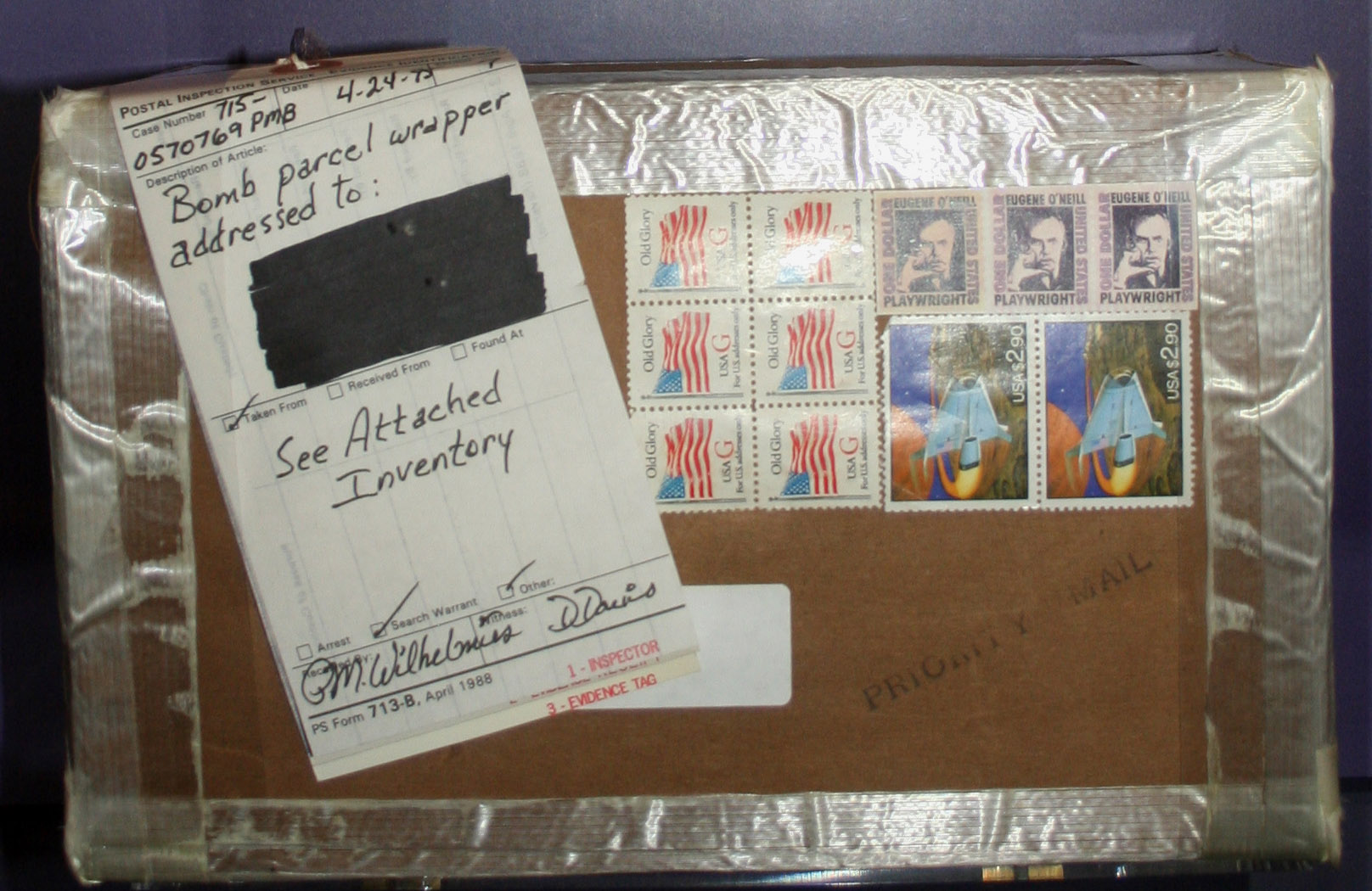
Dopisová bomba v expozici amerického Národního poštovního muzea

Dopisová bomba je výbušné zařízení posílané jako poštovní zásilka s cílem zabít či zranit příjemce při jejím otevření. V řadě případů byly využívány v rámci teroristických útoků – například ve Spojených státech je takto v 70. až 90. letech rozesílal Theodore Kaczynski, známý jako Unabomber, jehož zásilky si vyžádaly 3 mrtvé a 23 zraněných. Použity ale byly i zpravodajskými službami – v letech 1961 a 1980 zaslal izraelský Mosad dopisové bomby uprchlému nacistickému válečnému zločinci Aloisi Brunnerovi, který při následných výbuších přišel o oko a několik prstů.